# Улица Калиновского (Минск)
Улица Калино́вского (бел. Вуліца Каліноўскага) — улица на северо-востоке Минска, в микрорайонах Восток и Зелёный Луг (Первомайский район).

## История
Улица Калиновского получила своё название в честь Кастуся Калиновского, белорусского революционера, лидера восстания 1863-1864 годов против Российской империи. Восстание Калиновского, также известное как Январское восстание, было одним из самых значительных национально-освободительных движений в истории Беларуси.
В 1940-е годы, до начала активной застройки этой части города, здесь располагались колхозные поля, лесистые пустыри и отдельные хутора. В 1963 году улица названа в честь белорусского революционера-демократа Кастуся Калиновского.
30 октября 1988 года на улице Калиновского милиция разогнала первый крупный антикоммунистический митинг в БССР.

### Попытки переименования
28 мая 2024 года общественная организация "Движение Союз" направила обращение в парламент Беларуси с предложением переименовать улицу Калиновского в Минске в улицу 17 сентября.

## Застройка
Нумерация домов — от Логойского тракта. Застройка улицы началась в конце 1950-х — начале 1960-х годов (Зелёный Луг), продолжалась до 1970-х годов (Восток). На начальном участке на нечётной стороне улицы располагаются микрорайоны Зелёный Луг-1 и 2 переменной этажности (архитекторы А. Шелякин, Л. Архангельская, Э. Левина), торгово-общественный центр «Вильнюс» (ранее там располагался и одноимённый кинотеатр), по чётной стороне расположены хлебозавод № 5 (д. 4) и другие предприятия. После пересечения с улицей Славинского жилая застройка располагается по обе стороны улицы. После пересечения с улицами Седых и Кедышко жилая застройка 9-этажная с несколькими 16-20-этажными жилыми домами располагается только по чётной стороне. Параллельно улице проходит воздушная ЛЭП. Перпендикулярно улице проходит Слепянская водная система, образующая большое водохранилище рекреационного значения по чётной стороне улицы. В 1980-е годы на чётной стороне был построен спортивный комплекс «Трудовые резервы», в 2000-е годы — храм-памятник всех святых.

## Транспорт
По улице курсируют автобусы, троллейбусы и маршрутные такси.